# شرق بهشت (فیلم)
شرق بهشت (به انگلیسی: East of Eden) فیلمی درام محصول سال ۱۹۵۵ به کارگردانی الیا کازان است. شرق بهشت نخستین فیلمی بود که باعث شهرت جیمز دین گردید. فیلم ساختاری ساده و داستانی بسیار قوی دارد. این فیلم اقتباسی از رمانی به همین نام نوشتهٔ جان استاینبک است.

## خلاصه داستان

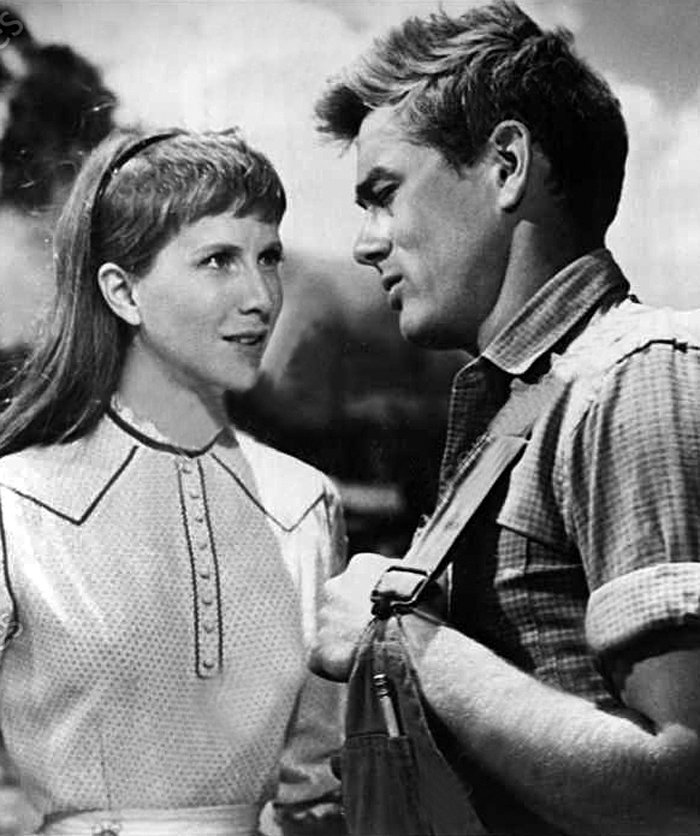
تصویری از جیمز دین و جولی هریس در فیلم شرق بهشت

داستان فیلم در سال ۱۹۱۷ و در طول جنگ جهانی اول در شهرهای ساحلی مرکزی کالیفرنیا مونتری و سالیناس می‌گذرد. کال و آرون پسرهای جوان یک کشاورز نسبتاً موفق و رئیس هیئت‌مدیره پیش‌نویس زمان جنگ به نام آدام تِرَسک هستند. آدام مردی کاملاً مذهبی است. کال احساس می‌کند و اعتقاد دارد پدرش فقط عاشق آرون است.
خانواده ترَسک در دره سالیناس مزرعه‌ای دارند. اگرچه هر دو برادر کال و آرون از دیرباز تصور می‌کردند که مادرشان درگذشته و به بهشت رفته است، اما صحنه آغاز فیلم نشان می‌دهد که کال ظاهراً به این نتیجه رسیده است که او هنوز زنده است و صاحب یک روسپی‌خانه موفق در نزدیکی مونتری است...